# Wiesława Sadowska-Golka
Wiesława Regina Sadowska-Golka z domu Olszewska (ur. 21 sierpnia 1947 w Radomiu) – polska polityk i dziennikarka, senator V kadencji.

## Życiorys
Ukończyła dziennikarstwo na Uniwersytecie Warszawskim. Pracę zawodową rozpoczęła w jednym z łódzkich tygodników, potem pracowała w gazetach radomskich – „Słowie Ludu”, „Tygodniku Radomskim”, „Echu Dnia”, „Dzienniku Radomskim” (jako reporter, sekretarz redakcji, zastępca redaktora naczelnego, redaktor naczelny). Zatrudniona później jako rzecznik prasowy oddziału Zakładu Ubezpieczeń Społecznych w Radomiu.
Od 1970 należała do PZPR, potem do Sojuszu Lewicy Demokratycznej. W latach 1994–2001 zasiadała w radzie miasta w Radomiu, od 1998 także w zarządzie miasta.
Od 2001 do 2005 sprawowała mandat senatora, wybrana jako kandydatka koalicji SLD-UP w okręgu radomskim. W 2004 przeszła do Klubu Senackiego Socjaldemokracji Polskiej. Brała udział w pracach Komisji Kultury i Środków Przekazu oraz Komisji Polityki Społecznej i Zdrowia.
W 2005 i 2007 bez powodzenia kandydowała w wyborach parlamentarnych, a w 2006 do radomskiej rady miasta.